# Guildhall (York)

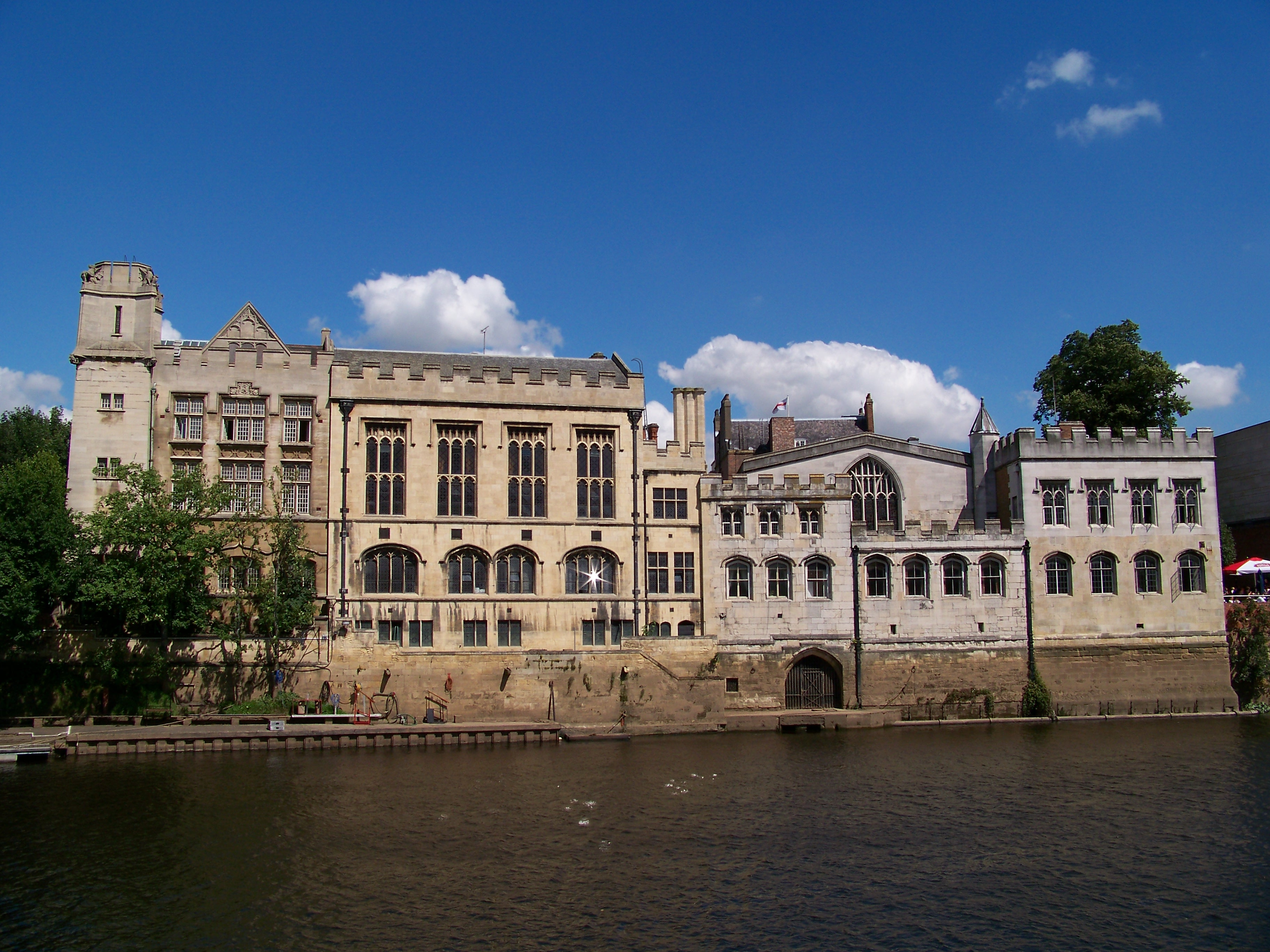
Die Guildhall am Fluss Ouse

Die Guildhall (Gildenhalle) der Stadt York ist ein aus dem 15. Jahrhundert stammendes Versammlungsgebäude der Zünfte. Aufgrund der schweren Schäden durch einen deutschen Luftangriff im Rahmen des so genannten Baedeker Blitz ist das gegenwärtige Gebäude zum größten Teil eine 1960 eröffnete Rekonstruktion. Der so genannte Innere Raum hat allerdings den Angriff intakt überstanden, mit Wandvertäfelungen und einer Geschichte der Stadt York auf einem Glasfenster. Die Guildhall war Schauplatz zahlreicher Geschehnisse der britischen Geschichte.